# Mezinárodní horolezecký filmový festival
Mezinárodní horolezecký filmový festival je filmový festival, který se od roku 1981 s přestávkami koná v Teplicích nad Metují v okrese Náchod. V roce 2008 se uskutečnil jubilejní 25. ročník. Jedná se o soutěžní přehlídku filmů, tematicky zaměřenou zejména na horolezectví a další sporty v přírodě. Pořadatelem festivalu je radnice hostitelského města, festival je členem International Alliance for Mountain Film.

## Historie
Festival založil v roce 1981 horolezec a fotograf Miroslav Šmíd.

## Soutěžní přehlídka
Přihlášené filmy, jak od profesionálních tak amatérských tvůrců, musí tematicky odpovídat některé z těchto tří kategorií: horolezectví, sporty v horách, život v horách. Snímky do soutěže vybírá Výběrová komise, jmenovaná Festivalovou radou. Festivalová rada také jmenuje Mezinárodní odbornou porotu, která na samotném festivalu hodnotí nominované snímky. Členy poroty bývají zejména představitelé města, filmaři či významní horolezci. V současné době se udělují tři hlavní ocenění: Hlavní cena, Cena za nejlepší horolezecký film a Cena za nejlepší dokument. Porota může ještě udělit Zvláštní ocenění, dále je vyhlašována Cena města Teplice nad Metují a Cena diváka. Snímky se promítají v místním kině a přednáškovém sále základní školy.

## Laureáti Hlavní ceny
- 19. ročník (2002): Pavol Barabáš (Slovensko) – Mustang
- 20. ročník (2003): Pavol Barabáš (Slovensko) – OMO – Cesta do pravěku
- 21. ročník (2004): Maria Blumencron (Německo) – Flucht über den Himalaya (Útěk přes Himálaje)
- 22. ročník (2005): Alessandro Varchetta (Itálie) – The Conquest of K2 (Dobytí K2)
- 23. ročník (2006): Timmy O´Neill (USA) – Return 2 Sender (Adresát neznámý)
- 24. ročník (2007): Olivier Higgins, Mélanie Carrier (Kanada) – Asiemut
- 25. ročník (2008): Pavol Barabáš (Slovensko) – Neznáma Antarktída
- 26. ročník (2009): Peter Mortimer, Nick Rosen (USA) – The Sharp End
- 27. ročník (2010): Pavol Barabáš (Slovensko) – Mongolsko – V tieni Džingischána
- 28. ročník (2011): Eliza Kubarska (Polsko) – Co sie wydarzylo na wyspie Pam
- 29. ročník (2012): Marcin Koszalka (Polsko) – Prohlášení nesmrtelnosti (Deklaracja niesmiertelnósci)
- 30. ročník (2013):
- 31. ročník (2014):
- 32. ročník (2015): Pawel Wysoczanski (Polsko) – Jurek, film o Jerzym Kukuczkovi[1]

### Nejlepší horolezecký film
- 32. ročník (2015): Alastair Lee (Velká Británie) – Stone Free

### Nejlepší dokument
- 32. ročník (2015): Nick Rosen, Peter Mortimer (USA) – Valley Uprising

### Cena města
- 32. ročník (2015): Tomáš Galásek (Česko) – Few Days

### Cena diváků
- 32. ročník (2015): Nick Rosen, Peter Mortimer (USA) – Valley Uprising

### Zvláštní ocenění za nesobectví v horách
- 32. ročník (2015): Yannick Boissenot (Francie) – Passion D’ouverture

### Zvláštní ocenění za inspirativní příběh
- 32. ročník (2015): Dave Mossop (Kanada) – Sculpted in Time: The Wise Man

### Cena generálního partnera
- 32. ročník (2015): Pavol Barabáš (Slovensko) – Žiť pre vášeň

### Cena webu Lezec.cz
- 32. ročník (2015): David Svárovský (Česko) – Drábovina

## Doprovodný program
Kromě soutěžních snímků jsou promítány nesoutěžní snímky, pořádány přednášky nebo výstavy fotografií. Doplňkem je i sportovní program, např. závody v lezení, slalomu na horských kolech či běhu. Večerní program na místním hřišti (v minulosti též koupališti) je věnován vystoupení rozličných hudebních skupin.